# Megalagrion jugorum
Megalagrion jugorum ist eine nach Kenntnisstand der IUCN ausgestorbene Libellenart aus der Familie der Schlanklibellen (Coenagrionidae). Sie kam auf den Hawaii-Inseln Maui und Lānaʻi vor.

## Merkmale
Megalagrion jugorum erreichte eine Körperlänge von 50 bis 57 mm und eine Flügelspanne von 60 bis 65 mm. Es war eine längliche rote und schwarze Art, die oberflächlich einer sehr großen Form von Megalagrion hawaiiense ähnelte. Der Kopf war schwarz. Das Gesicht und die Querstreifen hinter den Augen waren rot. Der Thorax hatte breite rote und schwarze Streifen. Die Beine waren rot mit schwarzen Dornen. Das Abdomen war rötlich. Das Dorsum war an den Segmenten V bis VIII schwarz getönt. Die Segmente VI bis VII waren oberseits vollständig schwarz. Die oberen Hinterleibsanhänge der Männchen waren länger als die unteren und an den Spitzen breit gegabelt. Die Weibchen ähnelten in der allgemeinen Körperfärbung den Männchen, sie waren jedoch stumpfer und bräunlicher gefärbt. Die Larven sind unbeschrieben.

## Lebensraum und Lebensweise
Der Lebensraum befand sich in Höhenlagen von über 1000 Metern. Die Art kam wahrscheinlich in bewaldeten Hügelketten fernab von Wasserläufen vor, wo sie ihre Eier im Sickerwasser oder im feuchten Laub vermutlich in ähnlicher Weise wie die heute noch auf Oahu vorkommende Art Megalagrion oahuense ablegte. Über ihre Lebensweise ist nichts bekannt geworden.

## Systematik
Robert Cyril Layton Perkins beschrieb diese Form 1899 als Agrion jugorum. Clarence Hamilton Kennedy stellte sie 1917 in die Gattung Megalagrion.

## Status
Die IUCN listet Megalagrion jugorum seit 1986 in die Kategorie „ausgestorben“ (extinct). Nach Angaben des Bernice P. Bishop Museums wurde diese Art seit 1917 nicht mehr gesehen.  Als mögliche Ursachen für das Verschwinden der Art werden Ameisen und eingeführte Huftiere angenommen.